# Ester Graff
Ester Marie Stage Graff, född 3 maj 1897 i Hesselager, död 23 januari 1991 i Köpenhamn, var en dansk direktör och kvinnosakskämpe. Hon var president för International Alliance of Women 1952–1958.
Graff tog realexamen 1914, kontorsutbildning och gjorde en studieresa till USA 1920–1922. Hon blev därefter anställd av Levers Sæbefabrikker, senare Unilever, och befordrades till chef för koncernens marknadsföringsavdelning. På kvällarna studerade hon marknadsföring och försäljning på Handelshøjskolen i Köpenhamn och tog examen 1934. Hon var anställd på Unilever till 1957 samt direktör på reklambyrån Lintas.
Under andra världskriget var Graff engagerad i Danske Kvinders Samfundstjeneste och var från 1940 styrelseledamot i Dansk Kvindesamfunds (DK) avdelning i Köpenhamn, 1944–1947 var hon vice ordförande. Hon engagerade sig bl.a. i att få fler kvinnor invalda till politiska församlingar och hon stod således bakom en sådan kampanj 1945.
Graff utsågs till Hanna Rydhs efterträdare som president för International Alliance of Women (IAW) 1952. Till en början var kollegan Hanne Budtz tillfrågad, men hon tackade nej. IAW:s sekretariat flyttades därmed till Köpenhamn. Graff blev återvald som president på kongressen i Colombo, Ceylon, 1955. Som president bedrev hon bl.a. ett intensivt samarbete med FN och i synnerhet med dess fackorgan för utbildning och kultur, Unesco. Hon riktade bl.a. insatser och fokus på utrotning av analfabetism bland kvinnor i u-länderna som ett led i deras emancipation. Hon var särskilt engagerad i förhållandena i Sydostasien, som hon reste runt i under ett halvårs tid. Graff avgick som president för IAW 1958 och efterträddes av Ezlynn Deraniyagala från Sri Lanka. Graff fortsatte dock som ledamot i IAW:s styrelse och utsågs till hedersmedlem 1958.
Partipolitiskt var Graff engagerad i Det Radikale Venstre och hon kandiderade till Folketinget 1960, dock utan bli invald.